# Wroughtonia cornuta
Wroughtonia cornuta is een vliesvleugelig insect (Hymenoptera) uit de familie van de schildwespen (Braconidae). De wetenschappelijke naam van de soort werd, als Helcon cornutus, in 1886 voor het eerst geldig gepubliceerd door Cameron.